# Jean-François Gourragne
Pas d'image ? Cliquez ici

a Compétitions nationales et continentales officielles uniquement.

b Matchs officiels uniquement.
Dernière mise à jour le 12 novembre 2021.
Jean-Francois Gourragne, né le 20 novembre 1963 à Condom, est un joueur de rugby à XV, qui a joué avec l'équipe de France, l'AS Beziers et le Castres olympique, évoluant au poste de deuxième ligne (1,95 m pour 114 kg).

## Carrière de joueur

### En club
Formé à Condom où encore junior, il débute en première division, il rejoint l'AS Béziers après être passé par le RO Castelnaudary. Il quitte le club héraultais pour le Castres olympique en 1994 lorsque ce dernier est relégué en groupe B.
Il est titulaire lors de la saison 1994-1995 et participe au quart de finale contre l'USA Perpignan. Au tour suivant, il participe à la victoire contre le RC Toulon. Le Castres olympique qui a remporté un Bouclier de Brennus controversé deux ans plus tôt affronte le Stade toulousain, champion sortant. Le CO mène 16 à 6 à la mi-temps grâce un drop de Francis Rui, un essai du capitaine Frédéric Séguier, une transformation et deux pénalités de Cyril Savy. Un essai de Stéphane Ougier et 26 points de Christophe Deylaud permettent au Stade toulousain de gagner cette finale (31-16).
Il participe aussi au premier match européen de l'histoire du CO où ce dernier bat la province irlandaise du Munster (19-12) au stade de la Chevalière de Mazamet.

### En équipe nationale
Il a disputé son premier test match le 10 novembre 1990 contre l'équipe de Nouvelle-Zélande, et son dernier test match contre l'équipe du Pays de Galles, le 2 mars 1991.

## Carrière d'entraîneur
- Entraîneur des avants de l'AS Béziers : 1999 à 2002 (adjoint d'Alain Hyardet).
- Entraîneur des avants de l'AS Montferrand : 2003 à 2005 (adjoint d'Alain Hyardet puis d'Olivier Saïsset).
- Directeur sportif puis entraîneur principal et manager (en octobre 2008) de l'AS Béziers (entraineurs : Richard Castel et Philippe Escalle).
- Directeur sportif de l'Avenir Bleu et Blanc (fédérale 3) en 2009/10.

### Après rugby
Dirigeant de société d'isolation et couverture a Béziers.

## Palmarès

### En club
Avec le Castres olympique
- Championnat de France de première division :
  - Vice-champion (1) : 1995
- Bouclier européen :
  - Finaliste (1) : 1997

### En équipe nationale
- Sélections en équipe nationale : 2
- Sélections par année :  1 en 1990 et 1 en 1991
- Tournoi des Cinq Nations disputé : 1991